# WR 102ea
WR 102ea는 궁수자리의 볼프-레이에 별으로 이 별은 WR 102hb 다음으로 밝은 다섯 쌍둥이 성단에서 세 번째로 밝은 별이다. 태양의 약 250만 배에 달하는 광도를 지닌 이 별은 알려진 가장 광도가 높은 별 중 하나지만 높은 광도에도 불구하고 먼지의 방해로 인해 적외선 파장대에서만 관찰할 수 있다.
이 별은 높은 광도와 광구 내 수소보다 무거운 원소의 존재로 인해 발생하는 강한 항성풍에서 비롯된 방출선 스펙트럼을 갖는 진화된 무거운 별이며 대류 및 회전 혼합으로 인해 별 표면으로 상승한 핵융합 생성물인 이온화된 헬륨 및 질소 선이 스펙트럼을 지배한다. 그러나 이 별은 아직 중심핵 수소 연소 단계에 있으며 스펙트럼에서 수소선도 나타나고 이는 상대적으로 오래되고 가벼우며, 어두운 수소가 없는 WN 별과 대조적이다. 상대적으로 진화 초기의 별이지만 WR 102ea는 이미 질량의 절반 이상을 잃은 상태이다.